# Ytrebygda
Ytrebygda is een stadsdeel van Bergen, de tweede stad van Noorwegen. Het heeft 24.044 inwoners (2008) op een oppervlakte van 39,61 km².
Ytrebygda ligt in het zuidwesten van Bergen. Het stadsdeel was oorspronkelijk deel van het stadsdeel Fana maar werd een eigen stadsdeel in 1990.
Luchthaven Bergen Flesland is in Ytrebygda.

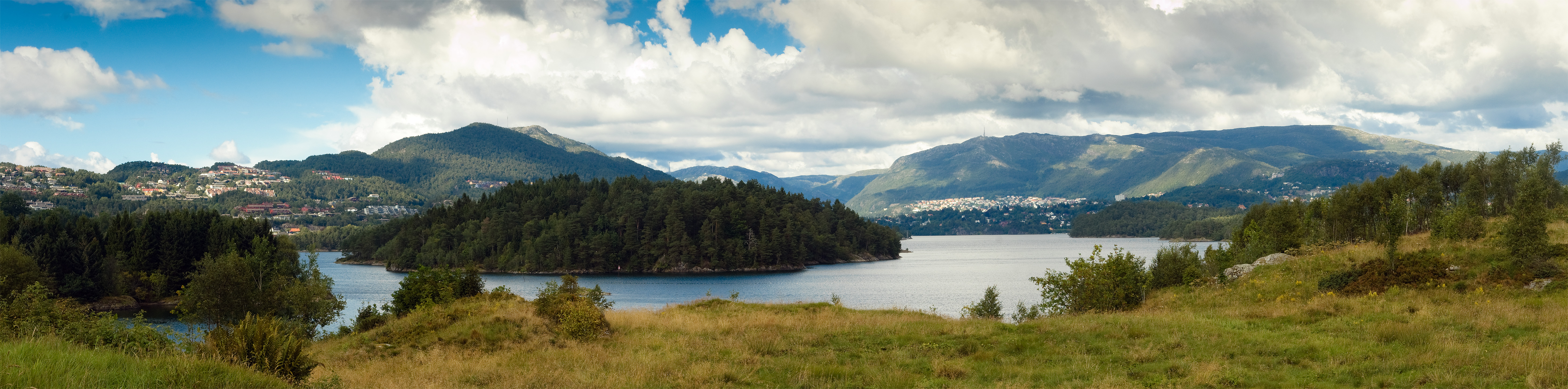
De baai Nordåsvannet gezien vanuit Sandsli in Ytrebygda